# Premeditando o Breque (álbum)
Premeditando o Breque é o primeiro álbum do grupo Premeditando o Breque, mais conhecido como Premê. O álbum contém sucessos como Brigando na Lua, Marcha da Kombi e Fim de semana. O álbum foi lançado pelo selo Spalla, divisão independente da gravadora Continental.
O Premê já havia executado a música Brigando na Lua no 1º Festival Universitário da MPB (ficaram em 2º lugar), que foi televisionado pela TV Cultura em 1979 e lançado em disco no mesmo ano pela Continental.

## Lista de músicas
| Lado A |                        | |         |  |
| N.º    | Título                 | Compositor(es) | Duração |  |
| 1.     | "Essa É a Verdade"     | Mário Manga, Wandi Doratiotto                                                                                       | 3:42    |  |
| 2.     | "Conflito de Gerações" | Wandi Doratiotto | 2:19    |  |
| 3.     | "Brigando na Lua"      | Mário Manga | 3:51    |  |
| 4.     | "Marana"               | Mário Manga, Wandi Doratiotto                                                                                       | 1:39    |  |
| 5.     | "Marcha da Kombi"      | Wandi Doratiotto | 2:12    |  |
| 6.     | "Feijoada Total"       | Wandi Doratiotto, Mário Manga, A. Marcelo Galbetti, Claus Petersen, Igor Lintz Maués, Azael Rodrigues, Skowa Santos | 6:43    |  |

| Lado B |                                   | |         |  |
| N.º    | Título                            | Compositor(es)                                                                                           | Duração |  |
| 7.     | "Samba Absurdo"                   | Mário Manga                                                                                              | 2:12    |  |
| 8.     | "Esperança É a Última que Morre?" | Wandi Doratiotto                                                                                         | 2:20    |  |
| 9.     | "Nunca"                           | A. Marecelo Galbetti, Mário Manga, Wandi Doratiotto                                                      | 3:18    |  |
| 10.    | "CHoro"                           | A. Marcelo Galbetti                                                                                      | 2:59    |  |
| 11.    | "Gosto Também Se Discute"         | Wandi Doratiotto                                                                                         | 2:30    |  |
| 12.    | "Luisa (Louise)"                  | Leo Robin, Richard Whiting (versão: Igor Lintz Maupés, Mário Manga, Sony, ATV Harmony, Famous Music LLC) | 3:24    |  |
| 13.    | "Fim de Semana"                   | Wandi Doratiotto                                                                                         | 4:11    |  |

- OBS: Quando o álbum foi lançado pela 1ª vez em CD (1995), ele trazia como faixa bônus a canção Antwort.[3]